# Peter Seisenbacher
Peter Seisenbacher (* 25. März 1960 in Wien) ist ein ehemaliger österreichischer Judoka, Träger des 7. Dan und zweifacher Olympiasieger. Er wurde Ende 2019 wegen sexuellen Missbrauchs Minderjähriger zu fünf Jahren Haft verurteilt.

## Leben

### Karriere als Aktiver
Bei seiner ersten Olympiateilnahme bei den Olympischen Spielen 1980 in Moskau belegte Seisenbacher den 19. Platz. Auf seine Teilnahme an den Olympischen Spielen 1984 in Los Angeles bereitete er sich an der Tōkai-Universität und an der Universität Tsukuba in Japan vor, wo er optimale Trainingsbedingungen vorfand. Für seine Entwicklung zum Spitzenjudoka haben seine Trainer George Kerr, Norbert Herrmann und Lutz Lischka ihren Beitrag geleistet. Das in Japan gewonnene Selbstvertrauen führte ihn zur ersten olympischen Goldmedaille. Vier Jahre später gelang ihm als erstem Judoka überhaupt eine erfolgreiche Titelverteidigung bei den Olympischen Spielen in Seoul.

### Karriere als Trainer
Im Anschluss an seine Sportkarriere war Seisenbacher bis 1992 als Generalsekretär der österreichischen Sporthilfe tätig. Danach wurde er Nationalteamtrainer für die Herren des Österreichischen Judoverbandes.
Er wurde nach einem Streit mit einem Teamkämpfer beim A-Turnier in Leonding 1991 entlassen und für ein Jahr gesperrt. Bereits 1984 gründete er den „Budoclub Wien“. Zwischen 2005 und 2010 war er Präsident des Wiener Judo-Landesverbandes.
Ab 2010 war er Trainer der georgischen Judoherrennationalmannschaft. Bei den Judo-Europameisterschaften 2012 in Tscheljabinsk konnte die Mannschaft einen Europameister im Mittelgewicht stellen und gewann auch den Titel des Mannschaftseuropameisters bei den Männern.
Bis 2012 errang die georgische Mannschaft unter seiner Führung zwei Gold-, drei Silber- und vier Bronzemedaillen bei Europameisterschaften und eine Bronzemedaille bei Weltmeisterschaften. Bei den Olympischen Spielen 2012 in London gewann Lascha Schawdatuaschwili in der Klasse bis 66 kg Gold.
Im Oktober 2012 wurde er zum Trainer der aserbaidschanischen Judoherrennationalmannschaft ernannt. Bei den Weltmeisterschaften 2013 in Rio wurde Elxan Məmmədov Weltmeister bis 100 Kilogramm, und Orkan Safarov gewann Bronze bis 60 Kilogramm. Nach einer Abberufung Ende 2013 wurde er im September 2015 wieder Nationaltrainer.
Ab 2014 verpflichtete der Sportvereins Hakoah Sektion Judo Seisenbacher als Vereinstrainer. Dort trainierte er unter anderem Stephan Hegyi.

### Missbrauchsvorwürfe und Verurteilung
Im Juni 2014 berichteten österreichische Medien, dass Peter Seisenbacher unter dem Verdacht des sexuellen Missbrauchs Minderjähriger stehe. Er gab keine Stellungnahme ab, die Staatsanwaltschaft bestätigte Ermittlungen. Nach Abschluss der Ermittlungen wurde Mitte 2016 ein Vorhabensbericht der Staatsanwaltschaft wegen der Prominenz des Beschuldigten vom Justizministerium geprüft. Im Oktober 2016 wurde Anklage erhoben.
Dem für den 19. Dezember angesetzten Gerichtstermin am Wiener Straflandesgericht blieb Seisenbacher unentschuldigt fern, worauf das Gericht sofort einen Europäischen Haftbefehl erließ.
Dies wurde aber, aus fahndungstechnischen Gründen verzögert, erst am 16. Jänner 2017 bekanntgegeben.
Am 1. August 2017 wurde Seisenbacher in einer Wohnung in der ukrainischen Hauptstadt Kiew verhaftet und am 8. September von der ukrainischen Justiz bei laufendem Auslieferungsverfahren wieder auf freien Fuß gesetzt.
Ab dem 12. September wurde nach Seisenbacher wieder vom österreichischen Bundeskriminalamt gefahndet.
Am 6. Oktober 2017 lehnte das ukrainische Justizministerium Seisenbachers Auslieferung ab, forderte ihn jedoch auf, die Ukraine binnen fünf Tagen zu verlassen.
Wegen eines drohenden neuen Auslieferungsbegehrens tauchte Seisenbacher 2019 in der Ukraine unter.
Im September 2019 versuchte er mit einem gefälschten österreichischen Pass, von der Ukraine nach Polen zu gelangen, wurde jedoch beim Grenzübertritt festgenommen und am 12. September nach Wien ausgeliefert.
Der Prozess begann am 25. November 2019 am Wiener Straflandesgericht.
Seisenbacher wurde am 2. Dezember desselben Jahres vom Schöffensenat wegen schweren sexuellen Missbrauchs von Unmündigen, sexuellen Missbrauchs von Unmündigen und Missbrauchs eines Autoritätsverhältnisses zu fünf Jahren Haft verurteilt.
Die Verteidigung hatte einen Freispruch gefordert.
Nach Ablauf der dreitägigen Bedenkzeit meldete Seisenbacher Nichtigkeitsbeschwerde und Berufung an.
Am 11. April 2020 hat der Oberste Gerichtshof das Urteil des Schöffensenats bestätigt. Das Oberlandesgericht Wien reduzierte am 18. Juni 2020 die fünfjährige Haftstrafe für Peter Seisenbacher aufgrund des Verfahrensstillstands um zwei Monate auf vier Jahre und zehn Monate.
Seisenbacher wurde am 4. November 2022 unter Auflagen aus der Justizanstalt Graz-Karlau entlassen.

## Erfolge und Auszeichnungen
- Goldmedaillen bei den Olympischen Spielen 1984 in Los Angeles und 1988 in Seoul
- Weltmeister 1985 in Seoul
- Europameister 1986 in Belgrad
- Österreichischer Sportler des Jahres in den Jahren 1984, 1985 und 1988[26]
- Mehrfacher österreichischer Meister
- Goldenes Ehrenzeichen für Verdienste um die Republik Österreich (1996)

## Veröffentlichungen
- mit George Kerr: Modern Judo: Techniques of East and West. 1997, ISBN 978-1-86126-020-8.